# Hercílio-Luz-Brücke

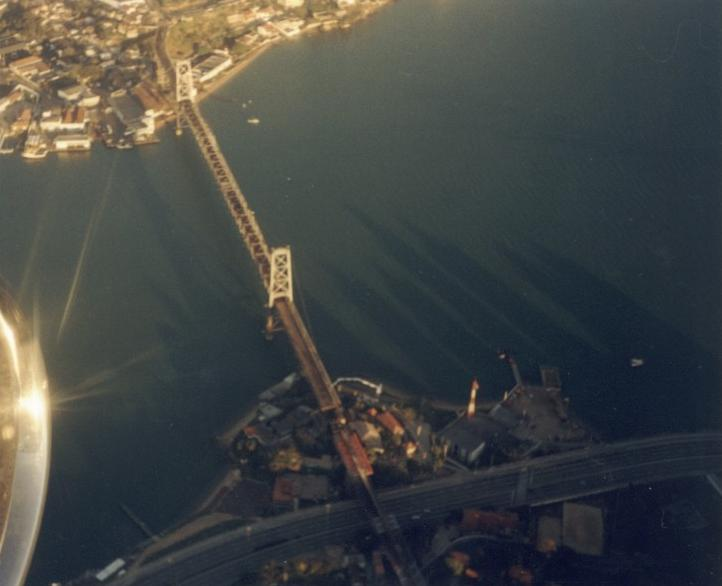
Hercílio-Luz-Brücke, Winter 2001, im Vordergrund die Avenida Beira-mar Norte auf der Insel, im Hintergrund der auf dem Kontinent gelegene Stadtteil Estreito

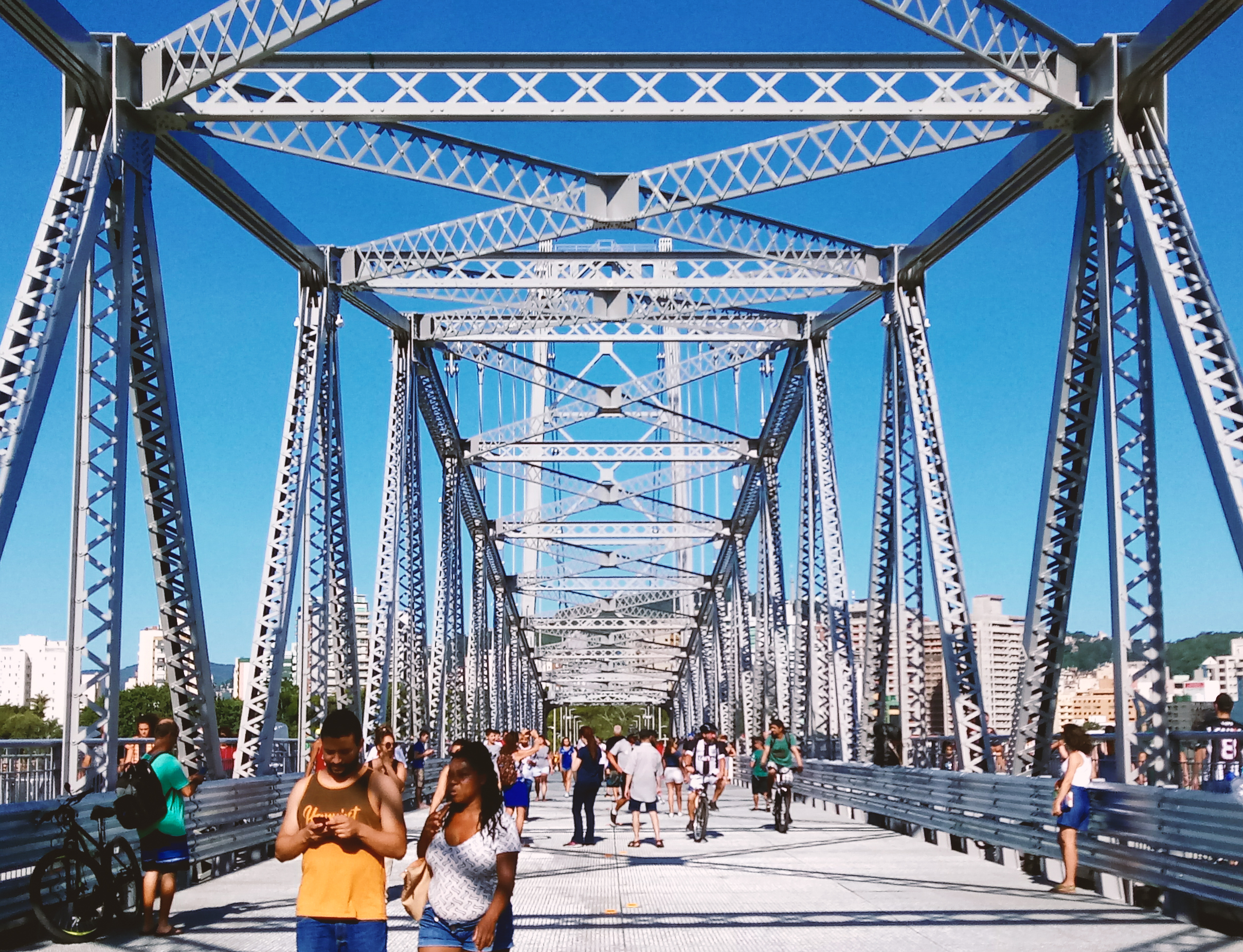
Die 2020 wiedereröffnete Hercílio-Luz-Brücke bleibt an den Wochenenden dem Langsamverkehr vorbehalten.

Die Hercílio-Luz-Brücke (port. Ponte Hercílio Luz) ist eine Kettenbrücke in der Stadt Florianópolis im brasilianischen Bundesstaat Santa Catarina. Sie verbindet das Stadtzentrum auf der Insel Santa Catarina mit dem auf dem Festland gelegenen Stadtteil Estreito.
Sie wurde am 13. Mai 1926 nach einer Bauzeit von drei Jahren und vier Monaten eröffnet. Die unter Denkmalschutz stehende Brücke ist das Wahrzeichen der Stadt. Sie ist die größte Hängebrücke Brasiliens und nach der 1967 fertiggestellten Puente de Angostura in Venezuela die zweitgrößte Südamerikas.

## Maße
Die Brücke hat eine Gesamtlänge von 819,5 m; hiervon entfallen 339,5 m auf den mittleren, 259 m auf den auf der Inselseite gelegenen und 221 m auf den auf der Festlandsseite gelegenen Teil.
Die Stahlkonstruktion hat eine Masse von ungefähr 5.000 Tonnen. In den Fundamenten sind ungefähr 14.250 m³ Beton verbaut. Die beiden Pylone haben eine Höhe von 75 m über Meereshöhe und der zentrale Bogen eine Höhe von 43 m und eine lichte Höhe von 30,9 m.
Die Hercílio-Luz-Brücke hat weltweit die größte Spannweite aller Kettenbrücken.

## Geschichte
Während der Regierung des Gouverneurs Hercílio Luz wurde die Brücke als erste feste Verbindung zwischen dem Kontinent und der Insel projektiert. Der Gouverneur wollte durch die Errichtung den Anspruch Florianópolis auf den Sitz der Hauptstadt des Bundesstaates manifestieren, da mit zunehmender Besiedelung des Hinterlandes die Verlegung der Landesregierung ins Landesinnere (z. B. nach Lages) diskutiert wurde.
Die Brücke war das erste gemeinsame Projekt der Ingenieure Holton D. Robinson und David B. Steinman aus den USA, die damit ihre langjährige Zusammenarbeit begründeten. Die ersten Entwürfe einer Auslegerbrücke und einer konventionellen Hängebrücke wurden als zu teuer abgelehnt. Um Kosten zu sparen, wurde der üblicherweise unter der Fahrbahn angeordnete Fachwerkträger über ihr geplant, so dass die geforderte lichte Höhe auch mit einer niedrigeren Brückenkonstruktion erreicht werden konnte. Dadurch, dass die Tragketten ihre parabelförmige Linie im entsprechend geformten Obergurt des Fachwerkträgers fortsetzen, konnte ein Teil der Ketten eingespart werden. Die Bauarbeiten wurden der American Bridge Company übertragen und am 14. November 1922 begonnen. Sämtliche Baumaterialien wurden aus den USA bezogen, die Arbeiten von amerikanischen Spezialisten und Bauarbeitern aus Santa Catarina ausgeführt.
Der Gouverneur selbst konnte die Eröffnung der Brücke nicht mehr miterleben, da er nach schwerer Krankheit 1924 verstarb. Als abzusehen war, dass für ihn keine Heilungsaussichten mehr bestanden, wurde wenige Tage vor seinem Tod auf der Praça XV de Novembro (dem zentralen Platz der Stadt) eine symbolische Brückeneröffnung mit einer achtzehn Meter langen Holz-Replik abgehalten.
Die Eröffnung der Brücke zwischen Florianópolis und den damals noch zur Stadt São José gehörenden heutigen Stadtteilen Estreito und Coqueiros erfolgte am 13. Mai 1926 und beendete die Abhängigkeit der Einwohner vom Fährverkehr.
Als Name – die Bauarbeiten begannen 100 Jahre nach Brasiliens Unabhängigkeit von Portugal – war eigentlich Ponte da Independência (Unabhängigkeitsbrücke) vorgesehen. Anstatt dieses auch während der Bauarbeiten verwendeten Namens wurde die Brücke in Gedenken an den Gouverneur Ponte Hercílio Luz getauft.
Zum Bau waren Darlehen in Höhe des doppelten damaligen Haushaltes des Bundesstaates notwendig, die erst 1978 restlos getilgt waren.
1982 wurde die Brücke aus Sicherheitsgründen geschlossen. 1988 wurde sie für Fußgänger, Fahrradfahrer, Motorräder und Pferdefuhrwerke wiedereröffnet. 1991 wurde sie wieder geschlossen.
Am 13. Mai 1997 – 71 Jahre nach der Eröffnung – wurde die mittlerweile einsturzgefährdete Brücke als historisch, architektonisch und künstlerisch bedeutsames Denkmal unter Schutz gestellt, wodurch Mittel aus dem Staatshaushalt zur Sanierung zur Verfügung gestellt werden konnten.

## Derzeitige Nutzung
Die Brücke ist das Wahrzeichen der Stadt und ihr bekanntestes Postkartenmotiv. Der Aussichtspunkt am Widerlager auf der Inselseite bietet einen Panoramablick auf das Stadtzentrum. Auf dem angrenzenden Gelände befinden sich das Brückenmuseum (Museu da Ponte) und ein Park (Parque da Luz).
Seit 33 Jahren wird versucht, die Brücke zu sanieren, was bisher weit über 500 Millionen R$ kostete (Stand: Dezember 2015). Die Brücke wurde vollständig saniert und 2020 für den Verkehr mit zeitlichen Einschränkungen wieder geöffnet. Seit Mai 2021 ist die Brücke an Werktagen ohne zeitliche Einschränkungen mit Ausnahme von Motorrädern für den Verkehr geöffnet.
Als Ersatz für die Hercílio-Luz-Brücke wurden die weiter südlich parallel zueinander liegenden jeweils vierspurigen  1.252 Meter langen Straßenbrücken Pedro Ivo Campos (1991) für den Verkehr zur Insel und Colombo Salles (1975) für den Verkehr zum Festland errichtet.